# Episodi de I misteri di Aurora Teagarden
Gli episodi della serie televisiva I misteri di Aurora Teagarden, sono trasmessi sul canale statunitense via cavo Hallmark Movies & Mysteries dal 4 aprile 2015.
In Italia i primi dodici sono andati in onda in prima visione assoluta sul canale in chiaro Paramount Network dal 10 marzo 2017 al 29 novembre 2019. Dal tredicesimo episodio sono trasmessi sul canale satellitare Sky Investigation dal 6 novembre 2021. Dall'episodio 19 la protagonista è interpretata da Skyler Samuels e le vicende sono ambientate anni prima rispetto ai precedenti episodi. I tre episodi andranno in onda dal 23 agosto 2025 con il titolo Aurora Teagarden - Le prime indagini.
| nº | Titolo originale                | Titolo italiano               | Prima TV originale | Prima TV Italia  |
| -- | ------------------------------- | ----------------------------- | ------------------ | ---------------- |
| 1  | A Bone to Pick                  | Il mistero del teschio        | 4 aprile 2015      | 10 marzo 2017    |
| 2  | Real Murders                    | Il club dei delitti irrisolti | 26 luglio 2015     | 17 marzo 2017    |
| 3  | Three Bedrooms, One Corpse      | Tre camere e un corpo         | 12 giugno 2016     | 24 marzo 2017    |
| 4  | The Julius House                | Casa Julius                   | 16 ottobre 2016    | 31 marzo 2017    |
| 5  | Dead Over Heels                 | Odio mortale                  | 19 marzo 2017      | 11 ottobre 2017  |
| 6  | A Bundle of Trouble             | Un fagottino pieno di guai    | 21 maggio 2017     | 18 ottobre 2017  |
| 7  | Last Scene Alive                | L'ultima scena                | 7 gennaio 2018     | 22 agosto 2018   |
| 8  | Reap What You Sew               | Taglia, cuci e uccidi         | 15 aprile 2018     | 29 agosto 2018   |
| 9  | The Disappearing Game           | Scomparsi nel nulla           | 29 luglio 2018     | 28 febbraio 2019 |
| 10 | A Game of Cat and Mouse         | Il gioco del gatto e del topo | 4 agosto 2019      | 15 novembre 2019 |
| 11 | An Inheritance to Die For       | Un'eredità per cui morire     | 11 agosto 2019     | 22 novembre 2019 |
| 12 | A Very Foul Play                | Il teatro del mistero         | 18 agosto 2019     | 29 novembre 2019 |
| 13 | Heist and Seek                  | Un furto reale                | 17 maggio 2020     | 6 novembre 2021  |
| 14 | Reunited and it Feels So Deadly | Una rimpatriata mortale       | 18 ottobre 2020    | 13 novembre 2021 |
| 15 | How to Con a Con                | Come truffare un truffatore   | 14 marzo 2021      | 20 novembre 2021 |
| 16 | Til Death Do Us Part            | Finché morte non ci separi    | 13 giugno 2021     | 27 novembre 2021 |
| 17 | Honeymoon, Honey Murder         | Luna di miele, luna di morte  | 22 agosto 2021     | 4 dicembre 2021  |
| 18 | Haunted by Murder               | Perseguitata dai delitti      | 20 febbraio 2022   | 30 novembre 2022 |
| 19 | Something New                   |                               | 9 giugno 2023      | 23 agosto 2025   |
| 20 | A Lesson in Murder              |                               | 3 ottobre 2024     |                  |
| 21 | Death at the Diner              |                               | 10 ottobre 2024    |                  |

## Il mistero del teschio
- Titolo originale: A Bone to Pick
- Diretto da: Martin Wood
- Scritto da: Teena Booth

### Trama
Aurora "Roe" Teagarden è una bibliotecaria intelligente e bella che abita nella piccola e pittoresca cittadina di Lawrenceton, in Georgia. Fa parte del Real Murders Club, un ritrovo di amanti della letteratura gialla guidato dal presidente John Queensland.
Aurora è amica di Jane, un'anziana membro del club,  che vuole che vada a casa sua a prendere un libro sulle famose assassine. Jane si rivede molto in Aurora: era anche lei una bibliotecaria con un intenso interesse per i misteri dell'omicidio. Jane sembra particolarmente nostalgica quel giorno e loda il talento di Aurora nel risolvere i crimini.
Quella notte, l'amica intima di Aurora, Sally, va a casa sua per darle una triste notizia: Jane è morta. Al funerale, Aurora incontra padre Scott Aubrey, ministro di Jane. Scott si presenta e spiega che Jane avrebbe sempre voluto farli conoscere, e le chiede un appuntamento. Al cimitero, insieme a molti dei vicini di Jane, Aurora vede il suo ex, Arthur, un poliziotto, con sua moglie incinta, Lynn, un detective della sezione omicidi. Sebbene sia andata avanti dalla relazione, l'amicizia è gelida e Lynn e Aurora non si sono mai piaciute. Mentre lascia il servizio, Aurora viene fermata dall'avvocato di Jane che la mette al corrente che la sua defunta assistita ha recentemente rivisto il suo testamento e ha lasciato tutto il suo patrimonio - casa, denaro, beni - ad Aurora. 
Aurora è stordita. La sera Aurora prende la chiave e va a casa di Jane, dove nel buio della notte sembra che sia stata saccheggiata. Improvvisamente una figura si schianta contro di lei prima di fuggire in cucina e fuori dalla porta sul retro. Aurora chiama immediatamente la polizia. Arthur viene assegnato al caso e, insieme ad Aurora, interroga i vicini di Jane, Torrance e Marcia, che affermano di non aver sentito nessuno irrompere in casa.
Arthur spiega che la strada ha avuto una serie di effrazioni due anni prima, ma nessun oggetto è stato rubato e nessuno è mai stato catturato. Aurora crede che l'autore stia cercando qualcosa. Vuole con entusiasmo risolvere il caso, ma Arthur la trascina fuori di casa. Il giorno dopo, Aurora ritorna, determinata a trovare qualunque cosa stesse cercando l'oscuro sconosciuto. Improvvisamente ha un ricordo di Jane che accarezza il suo posto vicino alle finestre e si rende conto che la donna stava cercando di dirle qualcosa. Aurora apre il sedile della cassapanca e trova un teschio umano che la guarda, così capisce che l'intruso lo sta cercando e decide di nasconderlo a casa di sua madre Aida, proprietaria di una florida agenzia immobiliare. Aurora inizialmente crede che Jane abbia commesso l'omicidio!
Quella notte, Aurora racconta a Sally del teschio e trova una nota scritta da Jane nel libro che le ha prestato. Jane ha scritto che pensa che qualcuno dei suoi vicini abbia commesso l'omicidio. Sally esorta Aurora a consegnare il teschio alla polizia, ma la determinata Aurora chiede una settimana di tempo per cercare di risolvere il caso prima di dirlo a qualcuno. Imposta il suo quartier generale investigativo a casa di Jane e inizia a ispezionare il quartiere e cerca informazioni su tutti i vicini di Jane. Oltre ad Arthur e Lynn, che si sono appena trasferiti, il quartiere ospita anche il capo di Sally, un editore di nome Macon. Aurora scopre che il figlio di Macon è scomparso durante una gita scolastica e non è mai stato ritrovato. Incontra anche Carey Reilly, una mamma single il cui marito, Brad, l'ha lasciata due anni prima.
È una donna arrabbiata perché pensa che il marito traditore possa aver abbandonato la loro giovane figlia.
Più tardi, Aurora si precipita ad incontrare Scott per il loro appuntamento a cena, dove è tesa e nervosamente distratta, soprattutto perché è così bello e dolce. Alla fine della serata, Scott accompagna Aurora fuori dal ristorante ed entrambi sono d'accordo sul fatto di essersi divertiti molto. Mentre si scambiano il primo bacio, la madre di Aurora, Aida, li interrompe ed è piacevolmente contenta della coppia infatti cerca sempre di far incontrare sua figlia con uomini adatti.
Sally incontra Aurora più tardi per esaminare i suoi indizi. Aurora si chiede dove sia stato sepolto il resto del corpo. Confrontando una mappa recente con una di due anni prima, vede un'area cespugliosa in fondo alla strada che sembra diversa. Convince Sally ad aiutarla a scavare, e le due donne si imbattono in quello che stavano cercando: uno scheletro completo che spunta dalla terra. Presto, il quartiere brulica di polizia e detective, guidati da Lynn e Arthur, che esortano Aurora a restare dalle indagini, anche se Aurora non rivela di avere il teschio.
Quindi, Aurora incontra l'ex moglie di Macon in biblioteca e scopre che il figlio di Macon è stato trovato. Ora, Aurora ha ristretto l'identità del teschio a una persona scomparsa: il marito di Carey, Brad. Con il pretesto di acquistare un vestito per il suo secondo appuntamento con Scott, Aurora visita la boutique di Carey. Quando Aurora cerca di suggerire che il corpo che ha trovato potrebbe appartenere a Brad, Carey è irremovibile: Brad era un marito irrequieto e un traditore, e non vedeva l'ora di lasciarla. Carey pensa anche che potrebbe aver avuto una relazione con Marcia, e lei non ne era felice, arrivando persino ad avvertire Torrance.
Alla festa del vicinato organizzata da Torrance e Marcia, Carey scopre che lo scheletro ritrovato era di Brad quindi scoppia in lacrime e accusa Lynn e Arthur di non averle detto niente. Lynn minaccia furiosamente di arrestare Aurora e il suo gruppo per ostruzione alla giustizia.
Quella notte, Aurora strappa il suo diagramma di indagine a casa di Jane, sentendo di aver fallito ma poi vede il libro che Jane le ha dato sulle donne assassine e ha una rivelazione: Marcia è l'assassino! Mentre chiama eccitata Sally per dirglielo, una mano guantata le copre la bocca da dietro. Aurora si libera dalla presa e vede che è Torrance. Mentre cerca di scappare, incontra Marcia che brandisce una mazza da baseball. Marcia ammette con freddezza di aver ucciso Brad con la mazza per legittima difesa. Torrance tornato dal suo viaggio di lavoro ha insabbiato l'omicidio seppellendo Brad, ma ha avuto paura che il corpo venisse ritrovato e quando è andato a spostarlo, il teschio era già scomparso. Ha iniziato a fare irruzione nelle case dei vicini per cercare il teschio, e quando ha sentito Aurora discuterne al barbecue, si è reso conto che ce l'aveva.
Marcia e Torrance pianificano di uccidere Aurora per impedirle di dire alla polizia cosa hanno fatto. Aurora è in preda al panico quando Lynn appare sulla soglia, pistola puntata. Sally ha sentito tutto attraverso il cellulare caduto di Aurora e ha chiamato il 911, spingendo Lynn a rispondere. Marcia e Torrance sono storditi, mentre Aurora aiuta Lynn ad ammanettare entrambi e ad assicurarli alla giustizia. Poi, nell'eccitazione, Lynn entra in travaglio e Aurora la aiuta a partorire consegnandole con successo la sua bambina.
Alla successiva riunione del Real Murders Club, John si congratula pubblicamente con Aurora per aver risolto l'omicidio e consegna l'ambito titolo di presidente del club ad Aurora. Tutti applaudono e si alzano per circondare Aurora di lodi, inclusa Sally, che ammette che Aurora ha fatto del bene, anche se era scettica. Scott si congratula con lei con un bacio, e anche Aida è orgogliosa di sua figlia. È chiaro che questo è solo l'inizio della risoluzione dei crimini per Aurora Teagarden

## Il club dei delitti irrisolti
- Titolo originale: Real Murders
- Diretto da: Martin Wood
- Scritto da: Teena Booth

### Trama
Aurora 'Roe' Teagarden incontra sua madre Aida che le chiede di dare le chiavi al suo nuovo inquilino. Roe chiede a sua madre se vorrebbe partecipare all'incontro di quella sera visto che sarà John a presentare l'omicidio di Julia Wallace ma Aida rifiuta l'invito e esce da casa di Aurora. Quando accompagna la madre alla macchina incontra Bangston che è un membro del Real Murders Club. Nel frattempo riceve una telefonata da Sally che le chiede di arrivare alla sala dove ci sarà l'incontro un po' prima perché le ha fatto una sorpresa. 
A casa di Gerald la moglie è al telefono con la sorella e chiude la chiamata perché sta aspettando Lemaster che deve prendere le chiavi del club per l'incontro della sera. Squilla il campanello e Mamie va ad aprire la porta ma non è chi stava aspettando ma lo conosce e lo fa entrare. Lo sconosciuto che ha in mano qualcosa colpisce a morte Mamie. All'ora prefissata arriva Lemaster che suona il campanello ma vedendo la porta di casa aperta entra e trova il cadavere di Mamie e chiama la polizia.
Alla sala dei veterani Roe trova Sally che è fuori ad aspettare e mentre Roe cerca di chiamare Lemaster arriva John con una copia delle chiavi e così entrano tutti compreso Gerald che è arrivato subito dopo John. Mentre Roe e Sally sono in cucina a sistemare per l'incontro, squilla il telefono fisso e Roe risponde ed una voce sconosciuta chiede 'C'è Julia Wallace' e riattacca. Iniziano ad arrivare tutti i membri del club compreso Robin Daniels, scrittore molto amato da Aurora, che è la sorpresa di Sally per Roe. Arriva anche Arthur seguito dalla moglie Lynn che deve parlare con Gerald. Lynn comunica a Gerald che Mamie è morta. Arthur riferisce la stessa cosa ad Aurora dicendole che è stata massacrata davanti al caminetto con un impermeabile appallottolato sotto al cadavere. Aurora collegando l'omicidio di Mamie a quello di Julia Wallace dice ad Arthur di aver ricevuto una strana telefonata poco prima dell'incontro quindi l'assassino è uno dei membri del Real Murders Club.
Tutti i membri vengono portati alla centrale di polizia per essere interrogati. Arthur consegna loro un cellulare per chiamare i loro avvocati. Intanto Roe è nell'ufficio di Lynn dove è presente anche il Comandante Burns. Viene interrogata da entrambi.
La mattina dopo a casa di sua madre, Aurora analizza i vari membri del Club per capire chi possa essere l'assassino e si rende conto che all'incontro non era presente Benjamin così va a trovarlo sul posto di lavoro e viene a sapere che è già stato interrogato dalla polizia e che non era presente perché era impegnato nella campagna elettorale di Pettygrew. Arriva anche Sally che accompagna Robin a comprare cibarie e lascia il compito di aiutarlo ad Aurora. Iniziano a fare ipotesi su chi possa essere l'assassino ma Aurora diffida di lui perché non ha un alibi per l'ora dell'omicidio.
Davanti a una ciotola di cereali al cioccolato e burro d'arachidi iniziano a parlare di loro stessi. Arriva ad interromperli Aida che era stata chiamata da Roe perché ha ricevuto un pacchetto indirizzato a sua madre da parte del padre. È una scatola di cioccolatini, con un biglietto che Aida legge e mentre sta per mangiarne uno Aurora la ferma sospettando che fossero avvelenati e chiamano così la polizia. Arriva Lynn che prende in consegna i cioccolatini per farli analizzare. Lynn chiede a Roe di avvertire gli altri membri del club di stare attenti. Roe si intestardisce a voler individuare chi è il colpevole e così ha una violenta discussione con sua madre che se ne va. Nel frattempo arriva Sally che comunica a Roe e Robin che la polizia ha trovato un orecchino di Mamie nell'auto di Melanie, la fidanzata di Bangston. Aurora esce velocemente da casa per andare da Bangston che sta uscendo da casa per andare a prendere Melanie alla polizia.
I membri del club si riuniscono per cercare di capire e all'incontro è presente anche Arthur. Aurora dice sono tutti sospettati perché solo loro sapevano l'argomento della serata. Iniziano una discussione sull'arma del delitto, attizzatoio o martello. Il primo ad andarsene è Benjamin e dopo aver consolato nuovamente Gerald il Real Murders Club si aggiorna. Robin aiuta Roe e Sally a sistemare la sala e alla fine inizia flirtare con Aurora che non riesce a passare sopra al fatto che Robin non abbia un alibi.
Aurora chiama Sally per chiedere un consiglio su Robin ma Sally credendo che volesse sgridarla per l'articolo che ha scritto le attacca il cellulare. In biblioteca Aurora incontra il padre di Sally che fa il volontario lì e la aiuta ad aprire la porta, dove vengono tenuti i volumi più preziosi, che a volte si incastra. Arriva anche Lynn in biblioteca che conferma ad Aurora la presenza di veleno per topi nei cioccolatini e dice ad Aurora che le case  dei membri del club saranno sorvegliate da una pattuglia di polizia. Lynn riceve una telefonata e se ne va.
Aurora va da sua madre per riferirle del veleno e lì trova anche John che riesce a trovare il caso famoso a cui si riferisce l'omicidio per avvelenamento. Mentre Aurora sta per telefonare ai membri del club per informarli sugli sviluppi, riceve una chiamata da Robin che le dice di guardare il telegiornale. In tv vedono che Pettygrew è stato assassinato e viene arrestato Benjamin. Aurora e John ascoltando il telegiornale capiscono che l'assassino ha imitato l'omicidio di Marat e decidono di andare alla polizia e dirlo a Lynn ma quando aprono la portiera dell'auto il coltello usato per uccidere Pettygrew cade dall'auto di John. Arthur chiede a John di andare in centrale per prendere le impronte.
In centrale Arthur dice a Roe che hanno trovato del veleno per topi sulla sua scrivania. Nell'ufficio di Lynn mentre Aurora, John e Arthur stanno cercando di venirne a capo insieme a Lynn arriva il comandante Burns che caccia via John e Aurora dicendo che non ha autorizzato nessun consulente. Mentre sta per andarsene Aurora chiede a Lynn a che punto è con l'alibi di Robin e lei le dice controvoglia che Daniels non poteva essere vicino a casa di Mamie all'ora dell'omicidio.
Tornata a casa Aurora dice a Sally che Robin è stato scagionato da Lynn e le dice anche che le piace ricordandole che i suoi sentimenti sono privati. Aurora sta scrivendo una lista delle altre possibili vittime e suggerisce a Sally di stare dai suoi genitori fino a che l'assassino non verrà catturato. Sally va via e mentre Aurora sale al piano di sopra vede un'ombra nel suo giardino così correndo esce per strada e incontra Robin che sta cercando la sua borsa nell'auto ma non la trova. C'è anche Bangston che porta fuori la pattumiera e quando Aurora chiede se ha visto qualcuno di sospetto lui le risponde che le indagini dovrebbero procedere verso Perry Dell, altro membro del club, visto i suoi precedenti penali. Robin chiede ad Aurora di pranzare con lui il giorno dopo.
In biblioteca Aurora nel continuare la sua indagine scopre che Perry ha preso tutti i volumi di cronaca nera. A pranzo ne parla con Robin e quindi ipotizzano le varie connessioni degli omicidi. Qui incontrano Sally con i genitori. Roe vorrebbe andare ad interrogare Perry ma Robin la convince a portare la lista a Lynn. Non avendo però risposte insieme a John decide di spiare Perry mentre è al lavoro e constatano che non può essere lui l'assassino. John e Aurora ipotizzano a quale caso si ispirerà l'omicida e tra i vari esce il caso Borden e cercano analogie tra i membri del club e così Aurora viene a sapere che il secondo nome di Sally è Elizabeth, così corrono a casa dei genitori di Sally e anticipando con una telefonata riescono a sventare l'omicidio per mezzo di una accetta. A casa degli Allison arriva la polizia che grazie ad Aurora sono tutti salvi e quando vorrebbero intervistarla per il ruolo avuto nella vicenda scappa con l'auto di John.
Arrivata a casa trova Robin ed insieme a lui cercano e trovano tutti i collegamenti tra i casi famosi e i membri del club e ne fanno un cartellone. Dopo aver lavorato tutta la notte alla mattina avvisano i membri del club. Arriva anche Sally che dice loro che hanno trovato l'accetta che stava per uccidere suo padre  e quindi si chiedono come mai non è stata trovata l'arma del delitto del primo omicidio e decidono tutti e tre di andare a cercarla portando via il cartellone che dovranno portare a Lynn. Alla fine riescono a trovarla in un tombino che non è chiuso bene, dentro alla borsa di Robin che era stata rubata. Aprendo la borsa trovano un martello. Quando arriva Arthur vengono a sapere che Benjamin ha confessato e Aurora non convinta della sua colpevolezza dice ad Arthur di chiedere a Benjamin con quale arma ha ucciso Mamie. Dice anche ad Arthur che sa chi è la prossima possibile vittima e che ha fatto un diagramma che vuole che Lynn abbia.
Tornata a casa insieme a Robin si mette al computer per verificare l'arma del delitto di Mamie e l'unica fonte che cita il martello e non l'attizzatoio è un libro di Scotland Yard. Aurora a questo punto si rende conto che  Bangston insieme a Melanie sono gli assassini. Con le chiavi che possiede va a casa di Bangston per cercare indizi mentre Robin rimane fuori a fare da palo. Mentre è in casa Bangston e Melanie entrano dal retro e li scoprono.
Aida e John vanno a casa di Roe per riprendere la macchina di John ma non trovano nessuno. Aida si accorge che il cellulare e la borsa di Roe però sono a casa. A quel punto arrivano Lynn ed Arthur che vogliono parlare con Roe ma Aida gli dice che non c'è ma che i suoi effetti sono a casa. John per capire dove possa essere Aurora guarda il pc che era rimasto aperto sul caso di Scotland Yard e così anche loro si rendono conto che il colpevole è Bangston. Aida si accorge anche che mancano le chiavi di casa e quindi tutti vanno a casa di Bangston che però è vuota. Continuano a cercare di capire dov'è il cartellone fatto da Roe e Robin.
In biblioteca Aurora e Robin  sono stati legati ad una sedia mentre Bangston e Melanie stanno preparando la scena per imitare l'omicidio/suicidio di Laura Landry. 
A casa di Roe arriva Sally che dice ad Arthur che il cartellone è nell'auto di Robin e così riescono a scoprire che l'omicidio avverrà in biblioteca.
Intanto in biblioteca Aurora riesce, provocando Bangston e Melanie, ad allontanarli da dove sono legati e riesce a slegarsi e a colpire Bangston mentre Melanie è rimasta chiusa nella sezione dei libri rari.
Alla riunione mensile del Real Murders Club sarà Robin a fare una presentazione ed è presente  anche Aida. Aurora e Robin finalmente si baciano.

## Tre camere, un corpo
- Titolo originale: Three Bedrooms, One Corpse
- Diretto da: Lynne Stopkewich
- Scritto da: Teena Booth

### Trama
Aurora, Aida e Sally sono al Lawrencenton Bridal per provare gli abiti da cerimonia per il matrimonio della sorella di Aida. Quest'ultima chiede a Roe di andare al posto suo all'appuntamento con il signor Bartel per mostragli casa Anderton.
Entrati Aurora mostra la casa al signor Bartel che però mostra un certo interesse nei suoi confronti piuttosto che alla casa. Aurora nota subito che c'è qualcosa di diverso nel soggiorno ma al momento non riesce a capire di cosa si tratti. Bartel che per sua ammissione è un tipo impaziente vuole vedere l'esterno della casa per cui escono. Aurora vede il cuscino della poltroncina al contrario e va a sistemarlo e sulla poltroncina nota un foulard piegato in modo particolare e capisce subito che il foulard è di Tonia Lee Greenhouse, un'altra agente immobiliare, così decide di chiamarla per avvisarla di averlo trovato. Mentre sta chiamando Bartel vede il sentiero che porta al giardino e lo percorre. Aurora viene a sapere che Tonia Lee è scomparsa e mentre è al telefono va dietro a Bartel che una volta raggiunto dice ad Aurora di chiamare la polizia perché ha trovato un corpo senza vita nel giardino. Aurora si avvicina e vede che il corpo è quello di Tonia Lee. Mentre stanno per tornare verso la casa per non contaminare la scena del crimine arriva Aida che scopre anche lei del cadavere.
Rientrano tutti e tre in casa e aspettano l'arrivo della polizia. Arriva Lynn che chiede a Bartel di farle vedere passo dopo passo il tragitto che ha fatto prima di trovare il cadavere. Aurora sempre con la sensazione che ci sia qualcosa di diverso in casa Anderton scatta delle foto del soggiorno e chiede ad Aida di farle avere l'inventario di inizio mandato e di farne anche una copia per Lynn. Mentre quest'ultima interroga Aida, Aurora nel portico chiama Sally e le comunica di aver trovato Tonia Lee morta. Finita la telefonata Bartel raggiunge Aurora nel portico e dice ad Aurora che Lynn è molto meticolosa nel porre le domande ed aggiunge anche che ha la sensazione che tra loro due non corra buon sangue. Aurora gli risponde che è una lunga storia. Aida raggiunge i due e chiede nuovamente scusa a Bartel per l'inconveniente e per scusarsi lo invita a cena per la sera dopo. Lui accetta volentieri se ci sarà anche Roe. Aurora dice a sua madre che Lynn voleva sapere dove avesse preso le chiavi per mostrare la casa a Bartel e perché non usava una cassetta delle chiavi e lei le risponde che quando una casa è importante non usa la cassetta così gli altri agenti devono prendere le chiavi dalla receptionist in ufficio. Allora Aurora si chiede se Tonia Lee aveva con se le chiavi come hanno fatto a tornare in ufficio? Aurora suggerisce a sua madre di convocare lo staff dell'agenzia.
In ufficio, con lo staff riunito, Aida comunica a tutti che è stata trovata morta Tonia Lee a casa Anderton. Aida dice loro che per aiutare la polizia devono cercare di capire quando Tonia Lee era venuta a prendere le chiavi così la receptionist le dice che era stato Mackie a portarle le chiavi. La vera domanda rimane chi ha riportato le chiavi. Lynn arrivata in ufficio da Aida comunica a tutti che sono sospettati per l'omicidio di Tonia Lee e di non lasciare la città.
Sally a casa di Aurora dice che è andata alla Greenhouse Realty per fare qualche domanda a Donnie, marito di Tonia Lee, afferma che quest'ultimo era distrutto alla notizia della morte della moglie. Dice anche che la segretaria non sapeva con chi aveva appuntamento Tonia Lee. Le due iniziano a studiare le varie persone indiziate. Aurora non crede al movente della concorrenza e continua a rimuginare sulla differenza notata nel soggiorno di casa Anderton. Mentre cerca delle foto di casa Anderton di quando era giovane la chiama al telefono Martin Bartel che vuole sapere come sta e dopo qualche convenevole chiude la telefonate dicendole che si sarebbero visti l'indomani. Aurora così di dedica a visionare le foto che ha trovato e si accorge che nel soggiorno c'è un quadro diverso.
Il detective Lynn nella conferenza stampa comunica ai giornalisti che Tonia Lee è morta per asfissia tra le 17.45 e le 18.00, che i vicini hanno sentito dei rumori e che dopo le 18.00 hanno visto la macchina di Tonia Lee andare via. Deducendo quindi che l'assassino l'abbia riportata alla Greenhouse Realty dove è rimasta per tutta la notte.
Arrivata a casa di Donnie, Roe cerca sua madre e le fa vedere cosa c'è di diverso in casa Anderton e le chiede di mostrarle le foto che ha scattato due settimane prima.
Roe va da Arthur e Lynn e mostra loro le due foto e dice loro che il furto del quadro potrebbe essere il movente per l'omicidio così Lynn messa alle strette le dice di cercare informazioni sul dipinto scomparso. Insieme a Sally trovano quel che cercano e scoprono che un altro quadro dello stesso autore è stato venduto per 500.000,00 dollari. Aurora chiede aiuto a Perry Dell per avere informazioni dai suoi contatti ricettatori. 
A cena a casa di sua madre con Bartel e John, Roe viene a sapere da Martin che anche alla Panagra è stato rubato un dipinto così nella foga di investigare chiama Arthur anche se il capo di Bartel non vuole che si sappia del furto. Così Martin è costretto ad andare in centrale per la deposizione.

## Casa Julius
- Titolo originale: The Julius House
- Diretto da: Terry Ingram
- Scritto da: Teena Booth

## Odio mortale
- Titolo originale: Dead Over Heels
- Diretto da: Terry Ingram
- Scritto da: Shelley Evans

### Trama
Ad Aurora non è mai piaciuto il sergente Jack Burns. Viene ucciso e i sospetti cadono su di lei.

## Un fagottino pieno di guai
- Titolo originale: A Bundle of Trouble
- Diretto da: Kevin Fair
- Scritto da: Teena Booth

## L'ultima scena
- Titolo originale: Last Scene Alive
- Diretto da: Martin Wood
- Scritto da: Teena Booth

## Taglia, cuci e uccidi
- Titolo originale: Reap What You Sew
- Diretto da: Terry Ingram
- Scritto da: Teena Booth

## Scomparsi nel nulla
- Titolo originale: The Disappearing Game
- Diretto da: Terry Ingram
- Scritto da: Teena Booth

## Il gioco del gatto e del topo
- Titolo originale: A Game of Cat and Mouse
- Diretto da: Mark Jean
- Scritto da: Teena Booth

## Un'eredità per cui morire
- Titolo originale: An Inheritance to Die For
- Diretto da: Michael Robison
- Scritto da: Teena Booth (sceneggiatura); Jim Head (soggetto)

## Il teatro del mistero
- Titolo originale: A Very Foul Play
- Diretto da: Martin Wood
- Scritto da: Teena Booth e Michael Vickerman (sceneggiatura), Michael Vickerman e Jim Head (soggetto)